# Petr II. Petrović-Njegoš

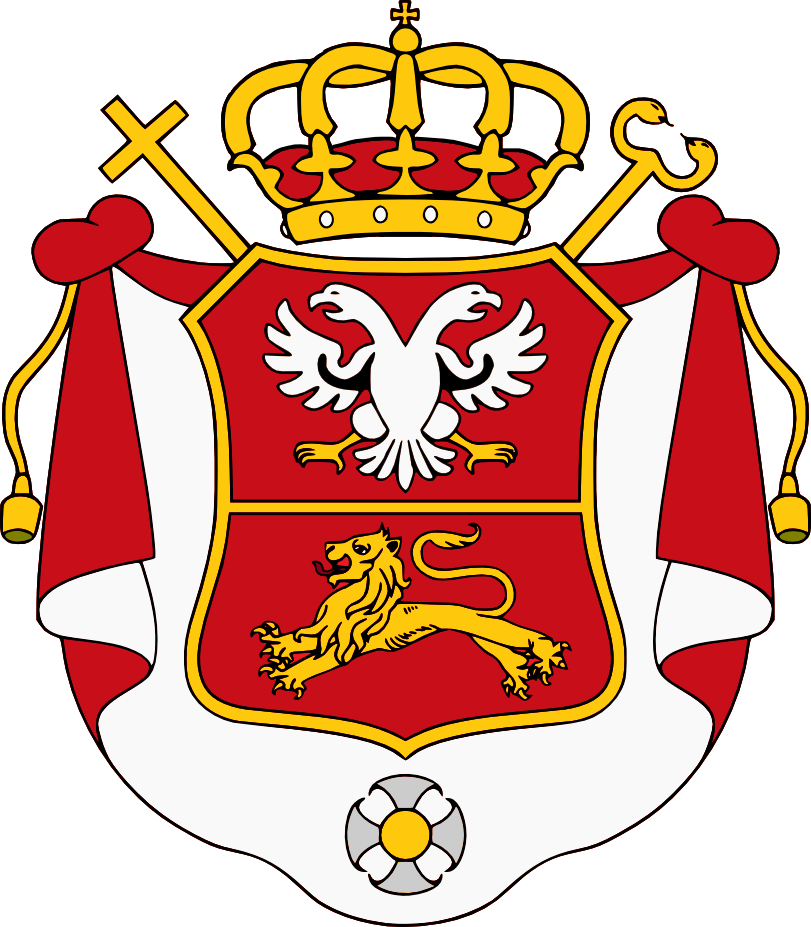
Znak metropolity Petra

Petr II. Petrović-Njegoš (černohorsky cyrilicí Петар II Петровић-Његош, 13. listopad 1813 – 31. říjen 1851 (juliánského kalendáře 1. listopad 1813 – 19. říjen 1851)) byl černohorský básník a spisovatel, pravoslavný metropolita a vladyka Černé Hory z dynastie Petrovićů-Njegošů. Vládl v Černé Hoře v letech 1830–1851. Převedl formu státního zřízení z teokracie do světské formy státu. Je také známý jako autor básní a mnohými je považován za největšího básníka píšícího srbštinou a národního básníka Černé Hory. Za jedno z jeho nejvýznamnějších děl je považován Horský věnec (v originále Горски вијенац / Gorski vijenac).

## Život
Narodil se jako Radivoje "Rade" Tomov Petrović. Mládí strávil v černohorském prostředí, v patriarchátu svého otce. Od roku 1827 byl vychováván srbským básníkem Simou Milutinovićem. V roce 1830 získal jako následovník svého strýce, vladyky Petra I. Petroviće-Njegoše, duchovní a světskou moc a stal se také vladykou (knížetem-biskupem) města Cetinje. Následně po svém předchůdci převzal křestní jméno.
Během jeho panování v Černé Hoře vznikly státní instituce, senát a úřady správní a výkonné moci. Zavedl daně a v roce 1843 založil na území Černé Hory první školu. Jeho snaha o upevnění státní autority ho však mnohdy přiváděla k bezohlednému jednání.
Upevnil a obnovil národní sounáležitost Černé Hory k Srbsku po dlouhé odluce v období nadvlády Osmanské říše, proti které se také s pomocí Ruského impéria snažil svou zemi chránit.
V roce 1833 si ze své cesty z Ruska přinesl tiskárenské zařízení, které následně využil ve městě Cetinje při založení tiskárny, ve které byla tištěna jeho první díla, a kromě nich i literární almanach a první černohorské učebnice.
V roce 1851 zemřel na náhlé plicní onemocnění. Jeho následníkem se stal jeho synovec Daniel II. Petrović-Njegoš, který vládl až do roku 1860.

## Literární dílo
- Poustevník cetyňský (1834, v originále Пустињак цетински / Pustinjak cetinski), autorova básnická prvotina, soubor deseti ódických skladeb.
- Lék proti turecké zběsilosti (1834, Лијек јарости турске / Lijek jarosti turske), sbírka veršů oslavující černohorské hrdinství.
- Paprsek mikrokosmu (1845, Луча микрокозма / Luča mikrokozma), básnická epopej napsaná pod vlivem Miltonova Ztraceného ráje řešící formou alegorie nábožensko-filozofické otázky stvoření světa a osudu člověka.
- Zrcadlo srbské (1845, Огледало српско / Ogledalo srpsko), sbírka srbské lidové poezie, do které Petrović-Njegoš zařadil i svoje vlastní skladby.
- Horský věnec (1847, Горски вијенац / Gorskij vijenac), rozsáhlá lyrickoepická skladba v dramatizované formě oslavující hrdinský osvobozovací boj černohorského lidu v době tureckých útoků na Evropu a zobrazující duši tohoto lidu a jeho život v klínu černohorské přírody.
- Durišičova věž a Aleksičův hrad (1850, Кула Ђуришића и Чардак Алексића / Kula Đurišića i Čardak Aleksića), dvě epické skladby,
- Falešný car Štěpán Malý (1851, Лажни цар Шћепан Мали / Lažni car Šćepan Mali), veršované drama o srbském dobrodruhovi, který se vydával za ruského cara Petra III. a stal se černohorským vládcem.
- Svobodiada (1854, Свободијада / Svobodijada), první obsáhlejší epické autorovo dílo, které bylo vydáno až po jeho smrti.

| Nominální hodnota              | Aversní strana/Reversní strana | Aversní strana/Reversní strana | Vyobrazená osoba |
| ------------------------------ | ------------------------------ | ------------------------------ | --- |
| 20 srbských dinárů 135 x 64 mm | 20 dinara obverse              | 20 dinara reverse              | Petr II. Petrović-Njegoš (1813 – 1851), pravoslavný metropolita a vladyka Černé Hory z dynastie Petrović-Njegoš. Je také známý jako autor básní a mnohými je považován za největšího básníka píšícího srbštinou a národního básníka. |

## Česká vydání
- Horský věnec, Jan Otto, Praha 1896, přeložil Jan Hudec,
- Horský věnec, Alois Šašek, Velké Meziříčí 1903, přeložil Pavel Křivý,
- Horský věnec, SNKLU, Praha 1963, přeložil Josef Hiršal a Oton Berkopec.